# Laboratoire Arts et Métiers ParisTech d'Angers
Le LAMPA (EA 1427) est un laboratoire de recherche rattaché à l’école Arts et Métiers, implanté sur les campus d’Angers et de Laval. Il est spécialisé dans les domaines de la mécanique des matériaux, des procédés de fabrication, de l’innovation technologique et de la simulation numérique.

## Historique
Le laboratoire trouve ses origines dans la fusion, en 1999, de plusieurs entités du campus d’Angers : le LPCS, le LIRA et le LGMC, donnant naissance au LPMI (Laboratoire Procédés Matériaux Instrumentations). En 2005, le laboratoire Présence & Innovation est créé à Laval, puis intégré au LPMI en 2009, année où le laboratoire prend le nom de LAMPA. Il adopte ensuite son nom actuel : Laboratoire Angevin de Mécanique, Procédés et innovAtion.

## Axes de recherches et d'enseignement
Le LAMPA structure ses activités autour de quatre axes scientifiques :
- Conception et innovation : développement de méthodes de co-conception, design expérientiel, jumeaux numériques, modélisation multi-échelle.
- Procédés avancés de fabrication : usinage cryogénique, fabrication additive, formage superplastique, hybridation des procédés.
- Durabilité des matériaux et des structures : fatigue, fissuration, contraintes résiduelles, comportement viscoplastique, recyclabilité.
- Écoulements complexes : modélisation des phénomènes de transport (convection, diffusion, réactions chimiques), en milieux viscoélastiques ou multiphasiques, avec applications aux fluides cryogéniques et aux interactions fluide-structure.

## Équipes de recherche
Le laboratoire est organisé en 2 équipes de recherche possédant chacune leur thème de recherche privilégié :
1. DIPPE : Durabilité, Ingénierie des Procédés et Physique des Ecoulements
2. P&I : Présence et InnovationLe LAMPA regroupe :

- Environ 40 enseignants-chercheurs,
- Une vingtaine de doctorants,
- Plusieurs ingénieurs, techniciens et personnels administratifs.

## Projets notables
Le LAMPA mène, en collaboration avec le CHU de Bordeaux, le projet VAPS-REHAB. Il s'agit d'un supermarché virtuel permettant de mesurer les progrès de patients souffrant de handicaps ou de phobies dans des conditions proches de la réalité. Dans la même optique, le laboratoire a développé un logiciel de balade virtuelle nommé "Balade à L'EHPAD" (Établissement d'hébergement pour personnes âgées dépendantes).
En 2021, une équipe du laboratoire se voit décerner par le Centre national d'études spatiales le prix de l'innovation pour une coiffe de fusée en biocomposites.

## Installations et équipements
Le LAMPA dispose d’une halle technologique de grande envergure sur le campus d’Angers, dédiée à l’expérimentation et à la mise en œuvre de procédés avancés de fabrication. Cette plateforme regroupe des équipements de pointe permettant de reproduire des conditions industrielles complexes, notamment :
- Un centre d’usinage cryogénique instrumenté,
- Des tours à assistance jet haute pression et cryogénique,
- Des dispositifs de formage superplastique et de thermoformage rapide de composites,
- Des imprimantes 3D industrielles (FDM, composites),
- Des bancs d’essai pour l’étirage, le formage incrémental et la tribologie.
Cette halle permet de mener des recherches appliquées en lien direct avec les besoins industriels, tout en offrant un environnement de formation technologique avancée pour les étudiants et doctorants.
Le site de Laval du LAMPA est particulièrement orienté vers les thématiques de conception et innovation, avec un fort ancrage dans les technologies immersives et la réalité virtuelle. Il dispose d’équipements spécifiques pour :
- Le design expérientiel et la réalité virtuelle immersive,
- La modélisation 3D et la simulation interactive,
- Des interfaces homme-machine avancées pour la co-conception,
- Des dispositifs de capture de mouvement et d’analyse comportementale.

Ces équipements permettent de mener des recherches interdisciplinaires à l’interface entre ingénierie, design, ergonomie et sciences cognitives, en lien avec les usages industriels, la formation et l’innovation produit.

## Localisations
- Arts et Métiers ParisTech, centre d'enseignement et de recherche d'Angers
- Arts et Métiers ParisTech, antenne de Laval